# Aero A.42
Die Aero A.42 war ein einmotoriges Flugzeug des tschechoslowakischen Herstellers Aero.

## Geschichte
Der 1929 als Bomber entwickelte Eindecker (Erstflug im Jahre 1930) mit einem starren Fahrwerk hatte für die damalige Zeit ein durchaus fortschrittliches Design, jedoch war die tschechische Luftwaffe nicht zufrieden mit der Leistung des Flugzeugs, insbesondere wurden die Start- und Landestrecken als zu hoch und die Steiggeschwindigkeit als zu niedrig empfunden. Außerdem konnten sich die Besatzungen nicht mit der engen Kabine und der schlechten Sicht anfreunden.
Nach Testflügen mit den beiden Prototypen schlug die tschechische Luftwaffe Aero diverse Modifikationen an der Konstruktion vor, darunter die Änderung der Holztragflächen in Metallflächen. Jedoch führte das Unternehmen die Weiterentwicklung in dieser Richtung nicht fort, und so wurden außer den beiden Prototypen keine weiteren Exemplare der A.42 für die tschechischen Luftstreitkräfte produziert.
Am 20. September 1930 stellte der Pilot Vilém Svozil mit einer der beiden Maschinen internationale Geschwindigkeitsrekorde auf mit einer Durchschnittsgeschwindigkeit von 252,348 km/h über eine Strecke von 1.000 km mit Nutzlasten von 500 kg und 1.000 kg sowie mit einer Durchschnittsgeschwindigkeit von 253,428 km/h ohne Nutzlast.
Einer der beiden Maschinen war bis 1938 im Dienst bei der tschechoslowakischen Luftwaffe, anschließend bei der slowakischen Luftwaffe, wo sie wahrscheinlich im Jahre 1940 verschrottet wurde.

## Varianten
Trotz des Misserfolgs stellte Aero noch weitere Versuche mit dem Muster an. So wurde die A.42 mit verschiedenen Antriebsvarianten und Bewaffnungen versehen, und auch das Cockpit existierte in offenen und geschlossenen Varianten.
1933 wurde mit der A.42c eine Version mit zwei Motoren des Typs Walter Merkur IV mit einer Leistung von je 370 kW (503 PS) gebaut.

## Militärische Nutzer
- Tschechoslowakei
- Slowakei

## Technische Daten

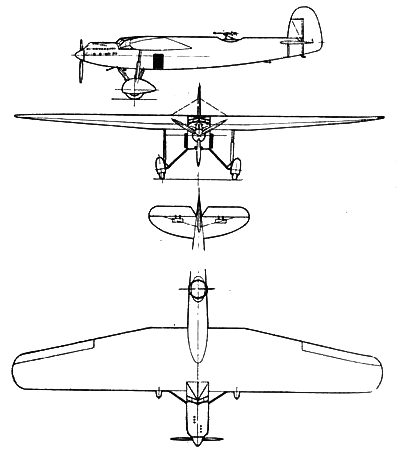
Dreiseitenriss

| Kenngröße                 | Daten |
| ------------------------- | --- |
| Besatzung                 | 3 (ein Pilot, ein Beobachter/Bombenschütze, ein Funker/Bordschütze)                                                                                        |
| Länge                     | 13,80 m |
| Spannweite                | 20,80 m |
| Höhe                      | 3,40 m |
| Flügelfläche              | 54,00 m² |
| Flächenbelastung          | 80,5 kg/m² |
| Leistungsbelastung        | 4,74 kg/PS |
| Leermasse                 | 2940 kg |
| Zuladung                  | 1800 kg |
| max. Startmasse           | 4740 kg |
| Antrieb                   | ein wassergekühlter 18-Zylinder-W-Motor Isotta Fraschini Asso 750 (Lizenz ČKD-Praga) mit 800 PS (588 kW) Nennleistung und Dreiblatt-Luftschraube (ø 3,4 m) |
| Höchstgeschwindigkeit     | 270 km/h |
| max. Reisegeschwindigkeit | 250 km/h |
| Steigleistung             | 1,67 m/s |
| Steigzeit                 | 50 min auf 5000 m Höhe |
| Reichweite                | 1200 km |
| Dienstgipfelhöhe          | 7000 m |
| Bewaffnung                | zwei 7,92-mm-MG ČZ vz. 30, 400 kg Bombenlast |